# Bagnoli (Arcidosso)
Pour les articles homonymes, voir Bagnoli (homonymie).
Bagnoli est une frazione  de la commune d'Arcidosso, en province de Grosseto (Toscane, Italie). Au moment du recensement de 2001 sa population était de 359 habitants.

## Description
Le village de Bagnoli s'est  développé au XVIIe siècle, à l'est du centre d'Arcidosso dans l'ancienne paroisse de Santa Mustiola. Autour du hameau principal se sont formés d'autres petits districts, comme Grappolini, Capannelle, Piane del Maturo, Canali, Capenti et Case Nuove. Bagnoli a été célèbre pour son industrie lainière, avec une des plus grandes filatures de laine de la région.

## Monuments
- L'église Santa Mustiola, église romane datant au XIIIe siècle, puis agrandissement du transept en 1885.
- Chapelle de la Nativité, dans le district Canali.
- Ancien filature de laine, structure intéressante avec un ancien moulin pour la production de laine et d'autres tissus.
- Cascade de Acqua d'Alto, une chute d'eau d'environ 20 mètres.